# Demčigdonrov
Demčigdonrov (mongolsky Дэмчигдонров, čínsky 德穆楚克棟魯普, známý též jako De Van (mongolsky Дэ Ван); 8. února 1902 – 23. května 1966) byl mongolský šlechtic a vůdce mongolského hnutí za nezávislost ve Vnitřním Mongolsku.
Během druhé světové války působil jako hlava japonského loutkového státu Meng-ťiang, utvořeného ve středu Vnitřního Mongolska. Po vyhlášení Čínské lidové republiky uprchl do Mongolska (pro rozlišení někdy uváděné jako tzv. Vnější Mongolsko), kde byl však posléze zatčen a vydán do Čínské lidové republiky. Byl obviněn z vlastizrady, odsouzen a vězněn, následně omilostněn. Po propuštění pracoval ve vnitromongolském historickém muzeu v Chöch chot, kde ve věku 64 let zemřel.

## Mládí
Princ Demčigdonrov se narodil do vážené rodiny klanu Borjigin, potomků Čingise, v roce 1902 (rok tygra). narodil se v době návratu císařovny vdovy Cch‘-Si s císařem Kuang Sü z vyhnanství. S úmrtím Namjila Wangchuka byl již ve svých šesti letech (r. 1908) oficiálně prohlášen vládnoucím princem mongolských Sunidů. Na základě změn mongolských tradic Mandžuskou vládou mohl převzít vládu a všechny mocenské povinnosti až po dovršení 18 let. V roce 1912 byl mladému Demčigdonrovi udělen Jüan Š‘-kchajem čestný mongolský titul na oslavu konzervativních Súnidů. Ve svém mládí studoval mongolštinu, čínštinu a mandžuštinu.
Za ženu si vzal dceru súnidské příslušnosti, tedy stejného praporu jako byl on sám. Po roce spolu měli první dítě, syna Dolgosurena (都古爾蘇隆 Dōugǔ'ěrsūlóng). V dalších letech spolu měli ještě čtyři syny. V druhém manželství s Fu Ťin, tentokrát manželkou z praporu Abaga, měl jednu dceru.

## Politický život
Demčigdornov byl v roce 1929 jmenován členem Chaharského provinčního výboru a v roce 1931 obdržel post správce oblasti Xilingol League. Po setkání s princi z provincií Chahar a Suiyuan (provincie v letech 1928-1949) uzavřel dohodu o společné konfederaci, kterou zaslali do hlavního města Nankingu se zprávou, že zamýšlí vládnout Vnitřnímu Mongolsku sami. Naznačili v ní, že pokud jim bude čínská vláda bránit, budou hledat pomoc na straně Japonska. Odpovědí na tuto zprávu zaslala Čínská vláda z Nankingu velvyslance Chuang Šao-chunga, který nakonec vytvořil instituci Mongolského autonomního výboru pro politické záležitosti.  

## Kolaborace s Japonci
V roce 1935 princ Demčigdornov již vládne Mongolům Vnitřního Mongolska. Autonomní vládu podpořil generál Kuantungské armády Jirō Minami a plukovník Seishirō Itagaki. Japonsko věřilo, že tímto krokem oslabí Čínu. V dubnu 1945 přichází japonský vyslanec Ryūkichi Tanaka se svým společníkem vyjednat s princem Demčigdornovem podmínky podpory ze strany Japonska. Princ však nesouhlasí.
V květnu téhož roku se formuje stát Manžukuo. Císař Pchu I následně poctil Demčigdornova titulem 武德親王 Wǔdé Qīnwáng.
V červnu 1935 eskalovalo napětí vniknutím jednotky japonské armády do Chaharské provincie. Byla sepsána dohoda tzv. „Chin-Doihara“ mezi Japonskem a Čínskou republikou, která zajišťovala Japonsku působnost v Severní Číně. V srpnu princ Demčigdornov dává souhlas blízké spolupráci s Japonskem. Generál Minami princi přislibuje finanční pomoc.

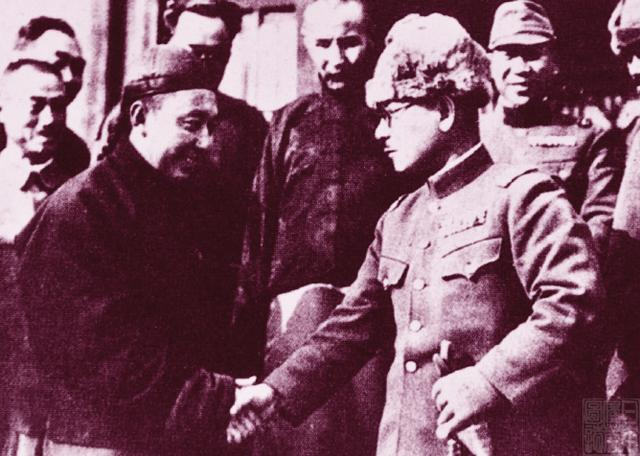
Demčigdornov při setkání s japonským generálem

### Japonská intervence Severní Číny
V prosinci 1935 Minami posílá dva bataliony jízdy na pomoc Demčigdornovi při zabírání severní části provincie Chahar. 11. února 1936 princ přesouvá své sídlo z Pailinmiao v provincii Suiyan do Západního Sunitu ve společnosti japonských poradců.
Expanze do provincie Suiyan, již kontroloval Jen Si-šan, proběhla již v květnu 1935 jednotkami Mandžukua. Tří měsíce na to Demčigdornov deklaroval, že byl představitelem nezávislého Mongolska a svou armádu zorganizoval za pomoci Japonska. Japonsko armádě poskytlo vybavení i výcvik.
V dubnu 1936 se princ Demčigdornov a Li Šou-sin setkali s japonským představitelem Tanakou (jap. generál) v Západním Wučumusinu. Zúčastnili se jej představitelé všech částí Vnitřního Mongolska, Čching-chaje a Vnějšího Mongolska. Tato konference probíhala od 21. do 26. dubna. Hlavními otázkami konference byly následující body:
1. Plán na založení Mongolského státu sloučením Mongolska a provincie Čching-chaj
2. Nastolení monarchie
3. Založení mongolského kongresu
4. Organizace vojenské vlády
5. Uzavření dohody o vzájemné spolupráci s Mandžukuem

Po sepsání smlouvy a po uzavření dohody s Mandžukuem o vzájemné politické a ekonomické spolupráci, Demčigdornov připravuje svou armádu pro vpád do Suiyuanu. S pomocí generála Tanaky a dalších japonských poradců, princ rozšířil své jezdectvo z původních tří do devíti divizí. Armáda se skládala z přibližně 10 000 mužů, avšak ne dobře vyzbrojených a bez řádného výcviku. Jen pouhá polovina vojáků obdržela zbraně. K Demčigdornově armádě byla přiřazena čínská loutková armáda pod velením Wang Jinga.

### Konflikt s Jen Si-šanem
V srpnu 1936 se princ pokouší o dobytí východní části Suiyanu, ale je poražen silami Jen Si-šana pod velením generála Fu Cuo-i. Po porážce Demčigdornov přeskupuje svou armádu a plánuje další útok. V listopadu dává princ generálu Fu Cuo-i ultimátum ke kapitulaci, tu generál nepřijímá. Dochází k dalšímu útoku armády Vnitřního Mongolska, tentokrát s 15 000 muži vybavenými japonskými zbraněmi s podporou japonského letectva a za doprovodu japonských velitelů. Útok se opět setkával s neúspěchem. Jen Si-šan vložil do boje své nejlepší jednotky a schopné generále Čao Čcheng-šou a Wang Ťin-kuo, opět po pod velením nejvyššího generála Fu Cuo-i. Generál Fu byl dalšími opětovnými útoky vyprovokován k vyslání svých jednotek na sever i přes varování Kuantugskou armádou, že by tento akt vyprovokoval útok Japonské armády. Demčigdornov se stáhl zpět do provincie Chahar, kde opět s japonskou pomocí přeskupil svou armádu. Toho času již vypuká Druhá čínsko-japonská válka. Jeho armáda se skládá celkem z 20 000 mužů v osmi jízdních divizích. Pod jeho velením začíná operace Chahar a bitva o Tchaj Jüan, kdy princ Demčigdornov s Japonskými a Mongolskými silami zabírají většinu provincie Suiyuan.

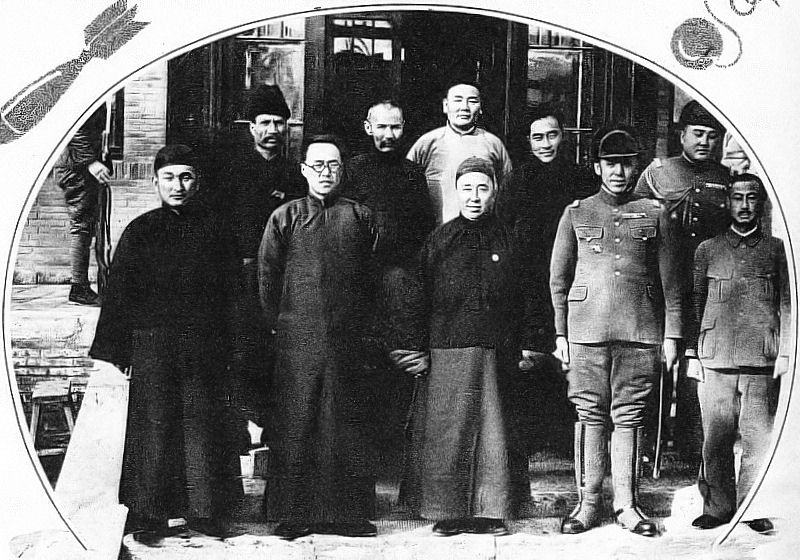
Demčigdornov s vládními představiteli Meng-ťiangu

V roce 1939 je založena autonomní oblast Meng-ťiang s princem Dčemčigdornovem jako místopředsedou. později, roku 1941 je jmenován hlavou autonomní oblasti.

## Po druhé světové válce
Po druhé světové válce a pádu Federace žil Demčigdornov po 4 léta v Pekingu pod dohledem Kuomintangské vlády. Těsně před založením Čínské lidové republiky v srpnu 1949, se princi podařilo utvořit autonomní vládu v nejzápadnějším regionu Vnitřního Mongolska. Ohrožován komunisty odletěl do Mongolska, kde byl nejdříve uvítán, ale poté zatčen a vydán do Číny. Zde byl obviněn ze zrady vůči Čínské lidové republice a odsouzen. Ve vězení sepsal své paměti a po 13 letech byl propuštěn. Po propuštění pracoval v historickém muzeu ve městě Chöch chot, Vnitřním Mongolsku. Umírá zde ve svých 64 letech.